# Hermann Adolph Meinders

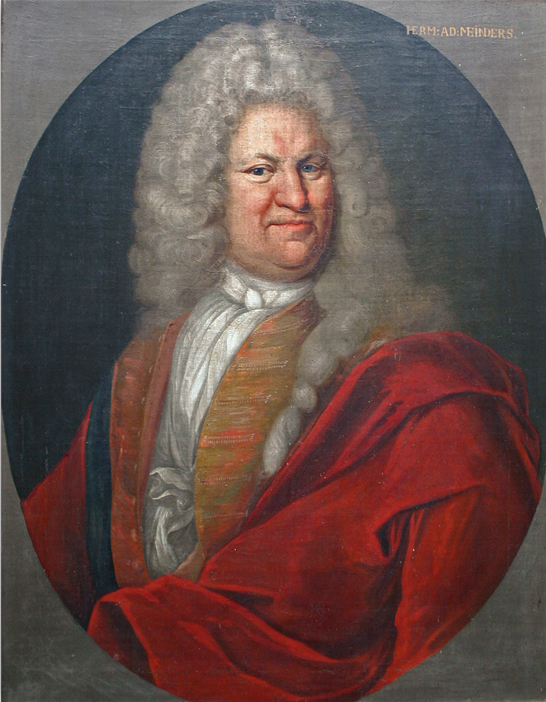
Hermann Adolph Meinders, um 1720

Hermann Adolph Meinders (* 31. Juli 1665 bei Halle (Westf.), Grafschaft Ravensberg; † 17. Juni 1730 in Halle (Westf.)) war ein deutscher Jurist, Geschichtsschreiber und Historiker.

## Leben

### Jugend und Ausbildung
Hermann Adolph Meinders wurde auf Schloss Steinhausen (Halle) als Sohn von Conrad Meinders (* 6. Juni 1627; † 8. Juni 1673) und Anna Elsabein Rhode (* 1643; † 11. Februar 1703) geboren und katholisch erzogen. Wegen des Mangels an Schulen in Westfalen wurde Meinders privat unterrichtet, unter anderem in Religion und lateinischer Sprache. Nach dem Tod des Vaters wurde er für vier Jahre in ein Franziskanerkloster nach Bielefeld geschickt, anschließend wurde er von Jesuiten in Paderborn unterrichtet. Mit 17 Jahren erhielt er die Würde des Baccalauréat (entspricht dem Abitur), ein Jahr später empfing er die geistliche Tonsur. 1685 begann Meinders ein Jurastudium an der Philipps-Universität Marburg und ging ein Jahr später nach Straßburg, wo er zusätzlich ein Geschichtsstudium begann. Während eines einjährigen Studienaufenthalts in Tübingen konvertierte er 1686 zum protestantischen Glauben. Nach nur einem Jahr reiste über mehrere Stationen weiter nach Leiden, um an der dortigen Universität sein Geschichtsstudium fort zu setzen. Sein Studium führte er ab 1689 im Vaterland weiter fort.

### Beruf
1693 erhielt Meinders eine Anstellung als Gerichtsverwalter am Gogericht in Halle und später für das gesamte Amt Ravensberg. Nach der Heirat von Franzisca Elisabeth Pott (1696) und dem Tode des Schwiegervaters wurde er 1696 Rentmeister am Gogericht in Halle. 1713 wurde er Gograf am ravensbergischen Gericht zu Halle. Friedrich Wilhelm I., König von Preußen, ernannte ihn bald darauf zum Historiographen und Justizrat. Meinders verfasste zahlreiche Schriften in meist lateinischer Sprache, unter anderem die Monumenta Ravensbergensis, eine Chronik der Grafschaft Ravensberg, in 12 Bänden auf Latein, sowie Beschreibungen des westfälischen Gerichtswesens. Viele seiner Schriften wurden nicht gedruckt, dazu gehören unter anderem Gedichte in Latein. Auf Anordnung von Friedrich Wilhelm I. verfasste er eine Abhandlung über die Hexenprozesse von 1714.
Meinders hatte vier Kinder, seine Frau verstarb 1729; er starb ein Jahr später an den Folgen einer Wassersucht.